# カトリーナ・ゴリー
カトリーナ＝リー・ゴリー（Katrina-Lee Gorry, 1992年8月13日 - ）は、オーストラリア・ブリスベン出身の女子サッカー選手。ウェストハム・ユナイテッド所属。

## 来歴

### クラブ
マウント・グラヴァット・ホークスFCでキャリアをスタートさせ、2009年からWリーグのメルボルン・ビクトリーFCやアデレード・ユナイテッドFCでプレーした。2012-13シーズンにはブリスベン・ロアーFCでレギュラーシリーズ優勝を果たした。
2014年、アメリカ合衆国・NWSL所属のFCカンザスシティに加入して10試合に出場し1得点を挙げ、リーグタイトルを獲得した。
2017年3月から日本のマイナビベガルタ仙台レディースに練習生として参加、4月に正式加入した。主にボランチでプレーし、14試合に出場した。同年10月、契約満了により仙台を退団した。
2018年2月14日、NWSLのユタ・ロイヤルズFCと契約した。同年10月、ユタ・ロイヤルズを退団して ブリスベン・ロアーに復帰した。

### 代表
2012年7月11日、キリンチャレンジカップ・日本戦でオーストラリア女子代表デビュー。2014年のAFC女子アジアカップでは3ゴールを決めたが、決勝で日本に敗れ準優勝となった。同年、日本の宮間あや・川澄奈穂美を抑えてアジア女子年間最優秀選手賞を受賞、オーストラリア人としてはキャスリン・ジル以来2人目となった。また2014年FFA女子年間最優秀選手賞を受賞した。2015 FIFA女子ワールドカップでは先発4試合を含め5試合に出場し、ベスト8に進出した。2016年のリオデジャネイロオリンピックは全4試合に先発出場した。2017 トーナメント・オブ・ネーションズではチームメイトのケイトリン・フォードと共に出場して全勝優勝を果たし、自身もブラジル戦で1得点を挙げた。2018年のAFC女子アジアカップは4試合に出場し準優勝した。

## 代表歴

### 出場大会
- キプロス・カップ2014
- 2014 AFC女子アジアカップ
- キプロス・カップ2015
- 2015 FIFA女子ワールドカップ
- リオデジャネイロオリンピック
- アルガルヴェ・カップ2017
- 2017 トーナメント・オブ・ネーションズ
- アルガルヴェ・カップ2018
- 2018 AFC女子アジアカップ

### 代表でのゴール
|    | 年月日         | 試合会場                               | 対戦相手       | スコア | 結果 | 大会                                     |
| -- | -------------- | -------------------------------------- | -------------- | ------ | ---- | ---------------------------------------- |
| 1  | 2013年6月29日  | フェルセン, TATA Steel Stadion         | オランダ       | 1–1    | 1–3  | 親善試合                                 |
| 2  | 2013年7月6日   | アンジェ, スタッド・ジャン・ブワン     | フランス       | 2–0    | 2–0  | 親善試合                                 |
| 3  | 2013年11月24日 | ウロンゴン, WINスタジアム              | 中華人民共和国 | 1–0    | 2–0  | 親善試合                                 |
| 4  | 2014年3月5日   | ラルナカ, GSZスタジアム                | オランダ       | 1–2    | 2–2  | キプロス・カップ2014                     |
| 5  | 2014年3月12日  | パラリムニ, パラリムニ・スタジアム     | イタリア       | 4–0    | 5–2  | キプロス・カップ2014                     |
| 6  | 2014年5月16日  | ホーチミン市, トンニャット・スタジアム | ヨルダン       | 3–0    | 3–1  | 2014 AFC女子アジアカップ                 |
| 7  | 2014年5月18日  | ホーチミン市, トンニャット・スタジアム | ベトナム       | 2–0    | 2–0  | 2014 AFC女子アジアカップ                 |
| 8  | 2014年5月22日  | ホーチミン市, トンニャット・スタジアム | 韓国           | 1–0    | 2–1  | 2014 AFC女子アジアカップ                 |
| 9  | 2015年3月11日  | パラリムニ, パラリムニ・スタジアム     | チェコ         | 1–1    | 6–2  | キプロス・カップ2015                     |
| 10 | 2015年4月7日   | フィラッハ, Stadion Villach Lind       | オーストリア   | 1–2    | 1–2  | 親善試合                                 |
| 11 | 2015年5月21日  | シドニー, ジュビリー・オーヴァル       | ベトナム       | 1–0    | 11–0 | 親善試合                                 |
| 12 | 2016年2月29日  | 大阪市, キンチョウスタジアム           | 日本           | 3–1    | 3–1  | リオデジャネイロオリンピック・アジア予選 |
| 13 | 2016年3月7日   | 大阪市, ヤンマースタジアム長居         | 北朝鮮         | 2–1    | 2–1  | リオデジャネイロオリンピック・アジア予選 |
| 14 | 2017年8月4日   | カーソン, スタブハブ・センター         | ブラジル       | 4–1    | 6–1  | 2017 トーナメント・オブ・ネーションズ    |

## タイトル

### クラブ・代表
- ブリスベン・ロアーFC
  - Wリーグレギュラーシリーズ: 2012-13, 2017-18
- FCカンザスシティ
  - NWSLプレーオフ: 2014
- オーストラリア女子代表
  - トーナメント・オブ・ネーションズ: 2017

### 個人
- アジア女子年間最優秀選手賞: 2014
- FFA女子年間最優秀選手賞: 2014